# 오시마 카오루
오시마 카오루(大島 薫, おおしま かおる1989.6.17~)는 일본의 작가 겸 탤런트이다. 과거에는 여장하고 AV에 출연하였다. 그 이전에는 게이 AV 배우였다. 일본에서 오토코노코라는 단어의 대표적인 현실 예시로 자주 거론된다. 스스로 남성이라고 생각하는 여장남자인지 아니면 성 정체성이 여성인데 수술을 받지 않은 상태인지에 대한 질문에, 소녀처럼 보이고 싶은 소년이라고 답하였다. 현재는 일본의 IT 기업 라이브도어의 전 사장이었던 호리에 타카후미와 사귀고 있다.

생년월일은 1989년 6월 7일이다. 키는 165 cm이고, 체중은 53 kg이다. 신체 사이즈는 B85-W76-H90(가슴 34, 허리 30, 힙 36 인치)이다.